# 馬焱
馬焱，资深编剧，香港「写好了工作室」及「深圳市拍好了文化传播有限公司」创始人，曾任澳门演艺学院编剧系讲师、香港演艺学院客席讲师。由95年任职电视台编剧起，于两岸三地的电视、电台、电影及各制作单位担任创作工作，97年进香港演艺学院演艺主修编剧，在校内曾获钟溥纪念奖及杜国威奖学金。近年主要工作包括为澳门演艺学院担任编剧导师，两岸三地的影视剧，电视节目，舞台策划及创作指导。
以部頭合約形式為無綫電視擔任編劇及編審。

## 編審／編劇列表

### 電視劇（無綫電視）
- 2013年：《老表，你好嘢！》編劇
- 2014年：《老表，你好hea！》編審（與龍文康合作）
- 2017年：《賭城群英會》編審+編劇、《老表，畢業喇！》編劇
- 未播映：《死有對証》編審（與麥世龍合作）

### 電視劇（ViuTV）
- 2019年：《退休女皇》編審、編劇

### 電視劇（其他）
- 2015年：《蜀山战纪之剑侠传奇》編劇
- 2018年：《冒險王衛斯理》編劇
- 2018年：《飛虎之潛行極戰》編劇
- 2022年：《守诚者》联合編劇

### 電影
- 2016年：《孪生密码》